# ArcelorMittal Orbit
L'ArcelorMittal Orbit è una torre di osservazione alta 115 metri situata nel Parco Olimpico di Londra a Stratford. 
La struttura d'acciaio, progettata da Anish Kapoor e Cecil Balmond, è stata realizzata in parte con fondi dell'azienda ArcelorMittal. La forma della torre è ispirata a quella del dna.